# Lo specchio di Dio
Lo specchio di Dio (Jesus Video) è un romanzo di fantascienza di Andreas Eschbach, apparso nel 1998. È stato pubblicato in Italia per la prima volta nel 2002 dalla Fanucci.

## Trama
Durante uno scavo archeologico in Israele, lo studente di college americano Cornelius Stephen Foxx scopre i resti di un uomo che apparentemente è morto circa duemila anni fa. Tra gli effetti personali del morto vi è un piccolo sacchetto di tela che contiene il manuale utente per una videocamera digitale. Foxx scoprirà successivamente che questo particolare modello non sarà distribuito dal suo produttore che fra tre anni,comincia quindi ad ipotizzare che lo scheletro potrebbe appartenere ad un viaggiatore nel tempo proveniente dal futuro, andato indietro nel tempo per filmare un evento significativo precedente di due millenni: la resurrezione di Gesù.
Il magnate dei media John Kaun, finanziatore dello scavo, avvìa una ricerca per la fotocamera, che sembra essere stata nascosta in una località sconosciuta, e coinvolge nella suddetta ricerca il professor Wilford-Smith, direttore dello scavo archeologico. Stephen, che non viene coinvolto nelle operazioni, inizia le ricerche con l'aiuto di Judith Menez e di suo fratello, Yehoshuah. Una lotta contro il tempo che presto diventa più pericolosa di quanto immaginato, mentre la Chiesa cattolica romana pone in atto quanto in suo potere per mantenere riservata la notizia.
Stephen e Judith si rendono conto che lo sfortunato viaggiatore nel tempo non faceva parte di una missione organizzata, ma si è ritrovato catapultato indietro nel tempo durante una normale escursione turistica; riescono a scoprire che la telecamera è custodita da un ordine segreto di monaci da secoli, ma non sono in grado di accedere al filmato perché le batterie sono scariche. Mentre i militari israeliani e gli agenti di Kaun li inseguono, fuggono nel deserto, dove rischiano di soccombere al caldo.
I due giovani sono salvati da John Kaun e dal professor Wilford-Smith, che provano a riattivare la telecamera. È in quel momento che compaiono Padre Scarfaro e gli altri agenti della Chiesa: la telecamera viene distrutta e Padre Scarfaro spiega che se Gesù fosse vissuto oggi, sarebbe stato solo un piantagrane.
Passano tre anni. Stefano riceve una telefonata da una società di video e scopre finalmente la verità: Wilford-Smith aveva scoperto una prima videocassetta nel 1947, ma non aveva modo di guardarne il contenuto perché una tecnologia idonea non era ancora stata inventata. Ed ha appena acquistato un nuovo player video in grado di riprodurre il filmato.
In quel momento, un commando armato entra in casa Wilford-Smith e sequestra la cassetta. Il professore non ha alcun problema: centinaia di copie sono già state diffuse in tutto il mondo. Il video si diffonde, e le reazioni variano molto: per alcune persone l'uomo umile nel filmato, e il suo messaggio di amore, sono profondamente toccanti, altri riescono solo a vedere un video confuso e poco interessante.
Altri due anni e mezzo dopo: Stefano e Judith, fidanzati, gestiscono insieme un motel. Si incontrano con Peter Eisenhardt, uno scrittore tedesco che ha fatto parte anche della squadra di John Kaun e crede ancora che il video sia un falso. Un giovane di nome John entra nel bar del motel e, prima di salire sul bus per l'aeroporto, dice loro che sta per partire per un viaggio turistico in Israele, e mostra loro la sua nuova videocamera digitale.

## Adattamenti
Nel 2002, il romanzo è stato adattato in un film tv in due parti dal titolo "Das Jesus Video" dalla TV tedesca ProSieben stazione. Il plot del film è piuttosto differente dal romanzo: ad esempio, Stephen scopre che egli stesso è il viaggiatore del tempo, e Judith (Sharon nel film) lo accompagna indietro nel tempo; inoltre il video di Gesù, mostrato verso la fine, è totalmente difforme rispetto a quello descritto nel libro.